# アドリアナ・バラッザ
アドリアナ・バラーサ（Adriana Barraza、1956年3月5日 - ）は、メキシコメヒコ州トルーカ出身の女優。

## 経歴
1980年代からメキシコのテレビ番組に出演。
2006年公開のアレハンドロ・ゴンサレス・イニャリトゥ監督の映画『バベル』でメキシコ人の家政婦アメリアを演じ、第79回アカデミー賞の助演女優賞候補にノミネートされた（同じ映画に出演した菊地凛子も助演女優賞候補にノミネートされた）。

## 主な出演映画
- アモーレス・ペロス Amores Perros（2000年）
- バベル Babel（2006年）
- ヘンリー・プールはここにいる 〜壁の神様〜 Henry Poole Is Here（2008年）
- スペル Drag Me to Hell（2009年）
- マイティ・ソー Thor（2011年）
- ランボー ラスト・ブラッド Rambo: Last Blood（2019年）
- ブルービートル Blue Beetle（2023年）